# Richard Carlile

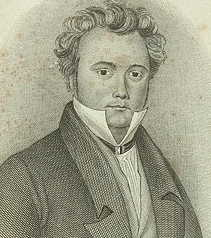
Richard Carlile

Richard Carlile (* 9. Dezember 1790 bei Ashburton, Devonshire; † 10. Februar 1843 in London) war ein englischer Verleger. Er war ein bedeutender Aktivist für allgemeines Wahlrecht, Pressefreiheit, Frauen- und Kinderrechte.

## Leben
Carlile wuchs in einfachen Verhältnissen auf, doch konnte er sechs Jahre lang eine kirchliche Schule besuchen. Die dort erworbenen Erfahrungen machten ihn später zu einem Verfechter des säkularen Schulwesens.
Nach einer Lehre als Zinngießer zog Carlile nach London. Als die wirtschaftliche Rezession dazu führte, dass Carlile seine Familie kaum noch ernähren konnte, begann er, politisch aktiv zu werden. Dabei stieß er auf die Schriften des Reformers Thomas Paine. Um diese zu verbreiten, gründete er mit einem befreundeten Drucker einen kleinen Verlag, in dem sie politische Schriften, Pamphlete und progressive Zeitschriften veröffentlichten. Carlile begann auch selbst zu schreiben und brachte seine Kritik an den herrschenden politischen und sozialen Verhältnissen zum Ausdruck.
Im Jahr 1819 war  Carlile einer der Sprecher einer Demonstration gegen Getreidezölle und für eine Reform des britischen Parlamentarismus, die zum Peterloo-Massaker führte. In diesem Jahr wurde er aufgrund seiner Gesellschaftskritik und der Herausgabe verbotener Schriften zu sechs Jahre ins Gefängnis verurteilt. Er hatte nicht nur Thomas Paines religionskritisches Werk Age of Reason veröffentlicht, sondern vertrat auch in seinen eigenen Artikeln deistische Anschauungen. Seine Frau und deren Schwester, die nach seiner Inhaftierung seine Zeitschrift The Republican fortführten, wurden ebenfalls verurteilt.
Nach seiner Freilassung blieb er publizistisch und politisch tätig. Ein von ihm in London eröffnetes Versammlungslokal entwickelte sich zum Treffpunkt von Republikanern und Religionskritikern. 1826 veröffentlichte er das Buch Every Woman, welches Geburtenkontrolle und die sexuelle Emanzipation der Frauen befürwortete. Nachdem es 1830 in London zu Unruhen gekommen war, wurde er erneut verurteilt, dieses Mal zu zweieinhalb Jahren Gefängnis. Gleichzeitig war es der Regierung gelungen, durch Geldstrafen und gezielt gegen ihn gerichtete Steuern auf Zeitungen seine wirtschaftliche Existenz zu ruinieren, da sich ein großer Teil seiner Leserschaft diese Zeitungen nun nicht mehr leisten konnte. Nach seiner Freilassung lebte er deshalb lange Zeit in extremer Armut.